# 金涛 (1894年)
金涛（1894年—1958年），字子长，号广泳，又号榴徵，浙江湖州长兴县雉城镇人。目錄學家和藏书家。在地方志《湖州名人志》和《长兴县志》中與朱景庐、王季欢並稱為“浙西三名士”。